# Конфолан (округ)
Округ Конфолан (фр. Arrondissement de Confolens) — округ у Франції, в департаменті Шаранта. 2023 року округ об'єднував 140 муніципалітетів, населення становило 70 995 осіб.
Адміністративний центр (супрефектура) — Конфолан.

## Муніципалітети
Список муніципалітетів округу та їхні коди INSEE:
1. Абзак (16001)
2. Аллу (16007)
3. Амберак (16008)
4. Амбернак (16009)
5. Ампюре (16127)
6. Ане (16011)
7. Ансак-сюр-В'єнн (16016)
8. Барбезьєр (16027)
9. Барро (16031)
10. Бенес (16038)
11. Бернак (16039)
12. Бессе (16042)
13. Больє-сюр-Соннетт (16035)
14. Бретт (16059)
15. Бригей (16064)
16. Бріяк (16065)
17. Б'юссак (16044)
18. Валанс (16392)
19. Валь-де-Боньєр (16300)
20. Вантуз (16396)
21. Вар (16393)
22. Верван (16401)
23. Вердій (16397)
24. Верней (16398)
25. Вертей-сюр-Шарант (16400)
26. В'є-Рюффек (16404)
27. Вільє-ле-Ру (16413)
28. Вільжубер (16412)
29. Вільоньон (16414)
30. Вільфаньян (16409)
31. Вітрак-Сен-Венсан (16416)
32. Вуарт (16419)
33. Ебреон (16122)
34. Егр (16005)
35. Ексідей (16134)
36. Епнед (16128)
37. Есс (16131)
38. Етаньяк (16132)
39. Єсс (16164)
40. Жуіє (16173)
41. Кондак (16104)
42. Конфолан (16106)
43. Ксамб (16423)
44. Кулонж (16108)
45. Курком (16110)
46. Кутюр (16114)
47. Ла-Магделен (16197)
48. Ла-Таш (16377)
49. Ла-Фе (16136)
50. Ла-Форе-де-Тессе (16142)
51. Ла-Шапель (16081)
52. Ла-Шеврері (16098)
53. Ле-Бушаж (16054)
54. Ле-В'є-Сер'є (16403)
55. Ле-Гран-Мадьє (16157)
56. Ле-Гур (16155)
57. Ле-Лендуа (16188)
58. Ле-Пен (16261)
59. Лез-Аджо (16002)
60. Лезіньяк-Дюран (16183)
61. Лессак (16181)
62. Летер (16182)
63. Ліньє (16185)
64. Лішер (16184)
65. Лондіньї (16189)
66. Лонн (16191)
67. Лонре (16190)
68. Люксе (16196)
69. Люсо (16194)
70. Люссак (16195)
71. Мазероль (16213)
72. Манль-ле-Фонтен (16206)
73. Мано (16205)
74. Массіньяк (16212)
75. Мен-де-Буакс (16200)
76. Монжан (16229)
77. Монролле (16231)
78. Монтамбеф (16225)
79. Монтіньяк-Шарант (16226)
80. Музон (16239)
81. Мутон (16237)
82. Мутонно (16238)
83. Нанклар (16241)
84. Нантей-ан-Валле (16242)
85. Ньєй (16245)
86. Онак-сюр-Шарант (16023)
87. Орадур-Фане (16249)
88. Орадур (16248)
89. Оссак-Вадаль (16024)
90. Парзак (16255)
91. Пезе-Нодуен-Амбурі (16253)
92. Плевіль (16264)
93. Прессіньяк (16270)
94. Пурсак (16268)
95. Пюїрео (16272)
96. Ранвіль-Брейо (16275)
97. Ре (16273)
98. Руссін (16289)
99. Рюффек (16292)
100. Саль-де-Вільфаньян (16361)
101. Селлетт (16069)
102. Сельфруен (16068)
103. Сен-Гру (16326)
104. Сен-Гурсон (16325)
105. Сен-Жорж (16321)
106. Сен-Кантен-сюр-Шарант (16345)
107. Сен-Кло (16308)
108. Сен-Кристоф (16306)
109. Сен-Кутан (16310)
110. Сен-Лоран-де-Сері (16329)
111. Сен-Марі (16336)
112. Сен-Мартен-дю-Клоше (16335)
113. Сен-Морис-де-Льйон (16337)
114. Сен-Сюльпіс-де-Рюффек (16356)
115. Сен-Сьє-сюр-Боньєр (16307)
116. Сен-Френь (16317)
117. Сен-Фрон (16318)
118. Сент-Аман-де-Буакс (16295)
119. Сованьяк (16364)
120. Сольгон (16363)
121. Сувіньє (16373)
122. Сюо (16375)
123. Тезе-Езі (16378)
124. Тей-Раб'є (16381)
125. Терр-де-От-Шарант (16192)
126. Турр'є (16383)
127. Тюргон (16389)
128. Тюссон (16390)
129. Фонтеній (16141)
130. Фукер (16144)
131. Шабане (16070)
132. Шабрак (16071)
133. Шампань-Мутон (16076)
134. Шарме (16083)
135. Шассней-сюр-Боньєр (16085)
136. Шасснон (16086)
137. Шасьєк (16087)
138. Шенон (16095)
139. Шерв-Шатлар (16096)
140. Ширак (16100)